# Falkenbergs Tidning
Falkenbergs Tidning var en konservativ tidning som gavs ut i Falkenberg mellan 1875 och 1954 samt en gratistidning som gavs ut i Falkenberg mellan 1993 och 2005.Den senare annonsfinansierade tidningen utkom månadsvis och har inget med den föregående att göra mer än till namnet. Under större delen av sin utgivningsperiod var tidningen den dominerande i Falkenberg, en position som senare övertogs av Hallands Nyheter.
Den grundades av Axel F. Möller och gavs ursprungligen ut i en upplaga om 400 exemplar. Möller blev 1876 ersatt av August Salmonsson som redaktör, men fortsatte på tidningen. Senare togs tidningen över av Martin Lindegren och den stannade kvar inom hans släkt fram till 1945.
Tidningen blev med tiden politiskt konservativ och gick 1954 upp i Hallands Dagblad som var en koncern av halländska konservativa tidningar. Hallands Dagblad lades ner 1959. Dess upplaga hade minskat från 1930-talet och framåt. Fram till dess var tidningen den dominerande i Falkenberg.
Den moderna versionen av Falkenbergs Tidning gick i konkurs 2005. Utgivningsbeviset till tidningen ägs numera av Hallands Nyheter.

### Fotnoter
1. ↑  ”HN förhandlar om Falkenbergs Tidning”. Hallands Nyheter. 4 augusti 2005. https://www.hn.se/nyheter/halland/hn-forhandlar-om-falkenbergs-tidning.21f37e7c-8c6b-494a-a391-e3c3cd36dcdb.
2. 1 2  ”Utgivningsbevis för Falkenbergs-Posten åter i HN:s ägo”. Hallands Nyheter. 18 augusti 2005. https://www.hn.se/nyheter/falkenberg/utgivningsbevis-for-falkenbergs-posten-ater-i-hns-ago.065bff07-e613-49c6-a45b-af84748863b6.